# 橡溪村 (亞利桑那州)
奧克克里克村（英語：Village of Oak Creek）是位於美國亞利桑那州亞瓦派縣的一個人口普查指定地區。根據2010年美國人口普查，該地人口為6147人，而該地的面積約為13.61平方千米。

## 地理
奧克克里克村的座標為34°46′59″N 111°45′40″W / 34.78306°N 111.76111°W，而該地最高點為海拔高度1251米（即4105英尺）。